# Honda NR 750

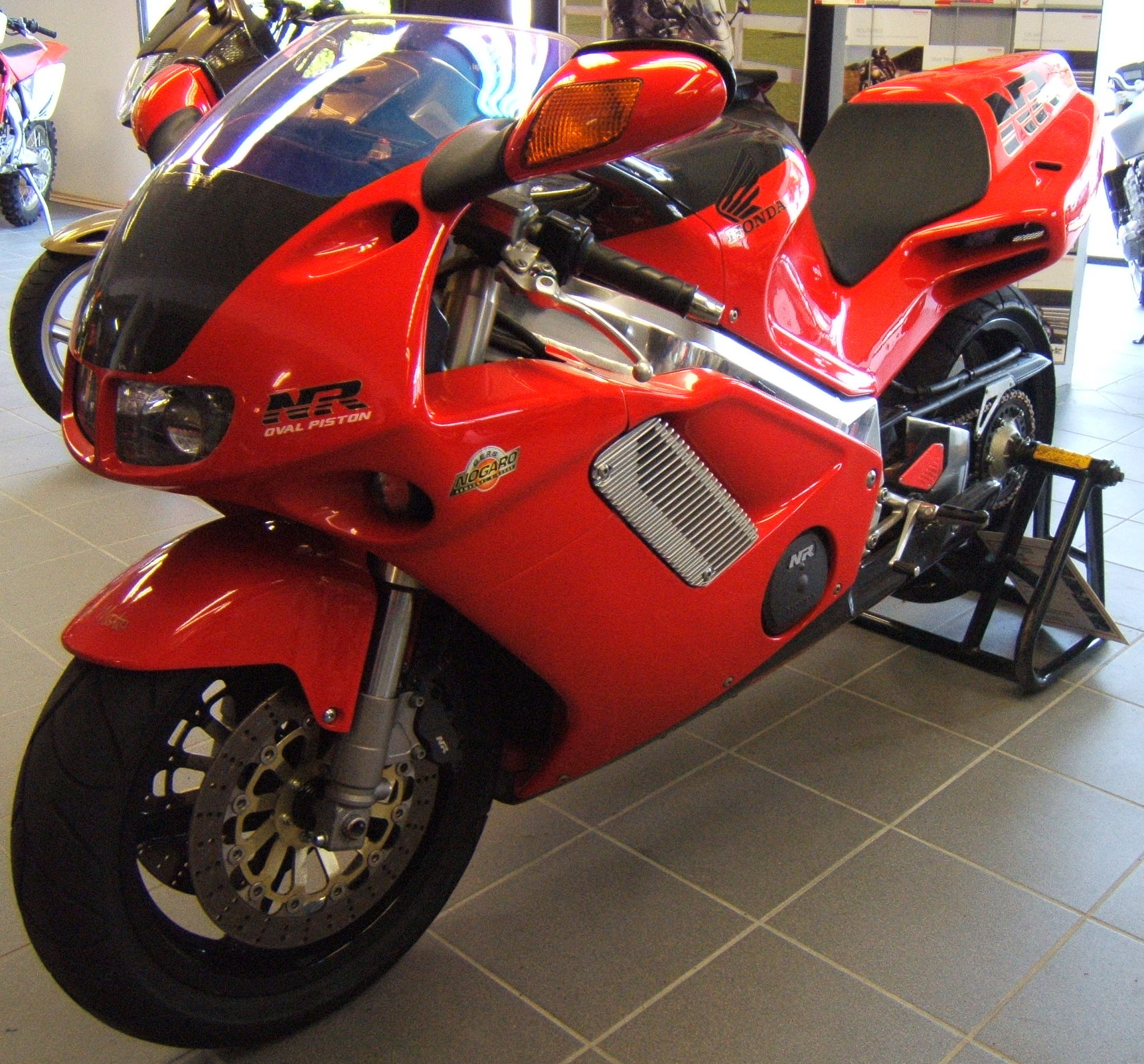
Honda NR 750

De Honda NR 750 was een sportieve toermotorfiets die in 1991 op de markt kwam.

## Voorgeschiedenis
In 1979 had Honda de Honda NR 500 gepresenteerd. Dit was een wegracer die bedoeld was voor het wereldkampioenschap wegrace. Het was een viertaktmotor, in een tijd dat de racerij gedomineerd werd door tweetaktmotoren. Om binnen de bestaande geluidsnormen voldoende vermogen te genereren moest de machine zeer hoge toerentallen halen en daarom had men gekozen voor zeer brede, ovale zuigers die elk twee drijfstangen, acht kleppen en twee bougies hadden. Dit peperdure project mislukte volkomen. De machine kende veel technische problemen, was veel te zwaar en leverde nooit genoeg vermogen. Slechts een elke keer slaagde men er in de motor te kwalificeren voor een race, maar WK-punten werden nooit gehaald. In 1982 werd het project beëindigd nadat men al eerder had besloten een tweetaktmotor, de Honda NS 500, te gaan bouwen. 

## Geruchten vooraf
De eerste geruchten over een 750 cc-uitvoering van de NR 500 ontstonden al in 1982 toen Japanse bladen melding maakten van een dergelijke machine. Omdat de constructie met ovale zuigers zeer duur zou zijn dacht men dat er wel normale, ronde zuigers zouden zijn gebruikt. De NR 750 zou bovendien niet als racemotor, maar als wegmotor op de markt komen. Toen de NR 750 racer in 1987 in races was ingezet kwam de geruchtenstroom over een straatversie al vlug op gang. Om de racer te homologeren voor het nieuwe wereldkampioenschap superbike móest er immers een toonbankmodel komen. 

## 1987: NR 750 racer

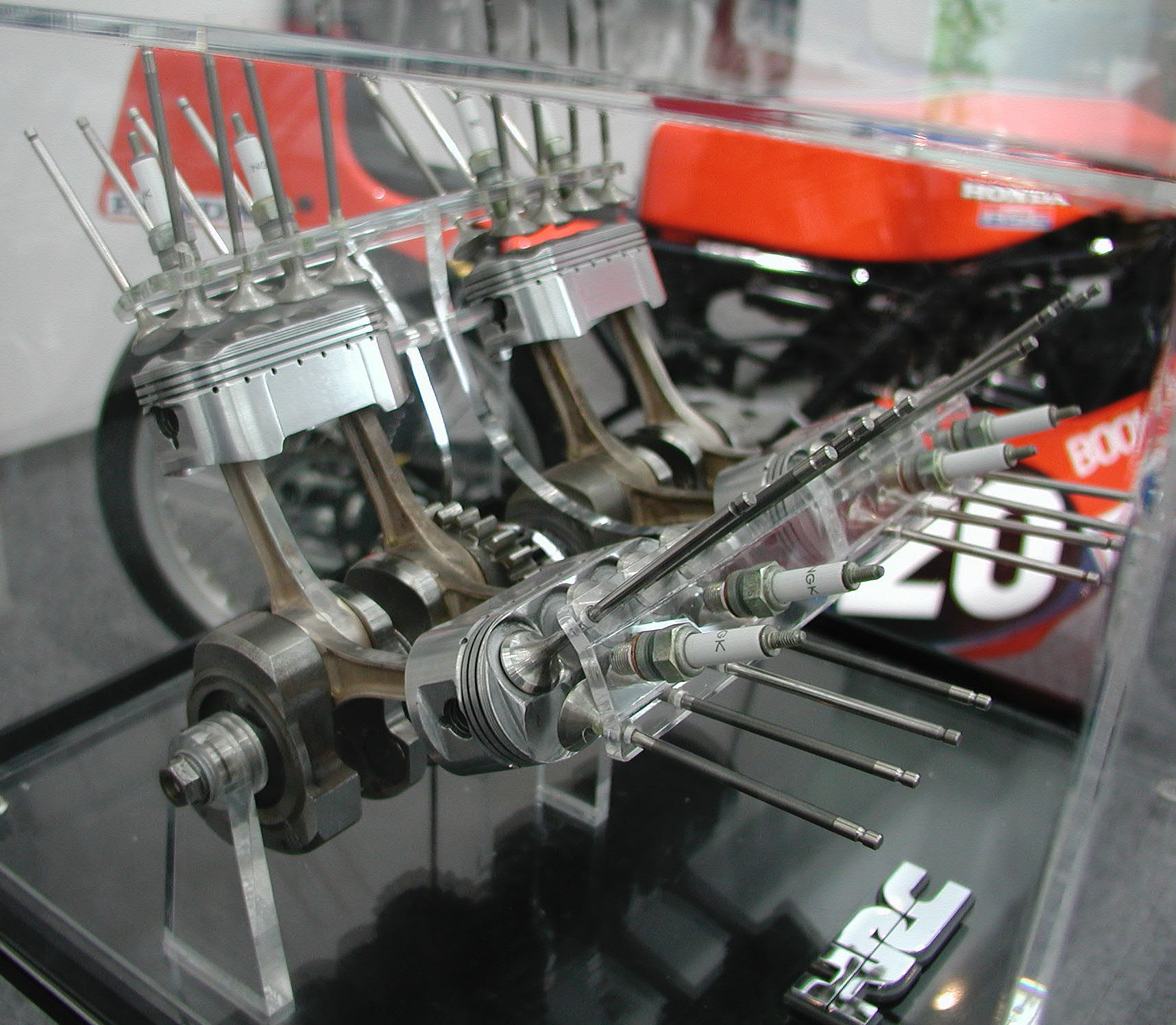
De Oval Piston-zuigers van de NR 750

Volkomen onverwacht verscheen Honda in 1987 bij de 24 uur van Le Mans met de NR 750. Deze machine was wel degelijk uitgerust met de ovale-zuigermotor, maar die was meer dan een normale 85° V-motor ingebouwd (de laatste NR 500 had een 90° L-motor). Men claimde een vermogen van 150 pk, ruim 30 pk meer dan de Honda RVF 750 die normaal in races werd ingezet. Honda maakte wel bekend raceplannen met de machine te hebben, maar omdat de NR 750 niet van een normale productiemotor was afgeleid was hij niet gehomologeerd voor WK-races. Ook in Le Mans ging het nog niet om de overwinning. Om publiciteit te genereren werd de race gereden door twee journalisten: Ken Nemoto van Riders Club en Gilbert Roy van Moto Revue. De machine haalde de eindstreep niet door een gebroken drijfstangbout. Malcolm Campbell, die als derde coureur in Le Mans was toegevoegd, won in december 1987 de Australische Swann-Series met de NR 750. 

## 1991: NR 750
Honda presenteerde in december 1989 de foto's van de straatversie van de NR 750 én van de daarop gebaseerde racer. Uiteraard waren de verwachtingen hoog gespannen: men schatte het vermogen op 150 pk bij 15.000 tpm en dat was in die tijd ongehoord veel. De machines hadden een zeer grote stroomlijnkuip, waarin de radiateurs aan de zijkanten waren aangebracht, zoals bij de eerste uitvoeringen van de NR 500 was gebeurd. Het rijwielgedeelte was afgeleid van de Honda VFR 750 en bestond uit aluminium kokerbalken. Achter was de Pro Arm enkelzijdige wielophanging toegepast en de motorfiets was voorzien van het TRAC-anti-duiksysteem. Men had de PGM-FI brandstofinjectie toegepast en de blokhoek bedroeg weer 90°. De stroomlijn en de tank/zitcombinatie waren van Carbon Fiber Reinforced Plastics gegoten. Het zou echter nog ruim een jaar duren voor de machine daadwerkelijk te koop was. In 1991 kwam de machine op de markt en in Nederland zou dat zelfs 1992 worden. De prijs was al bekend: 150.000 guldens. De machine werd in een beperkte oplage van 500 stuks op bestelling gebouwd en de koper moest 25% vooruit betalen. De machine had voor die tijd wel veel technische snufjes, zoals volledig instelbare vering en veel gebruik van Kevlar, maar hij was wel zwaar en het vermogen van 125 pk viel nogal tegen. Het was gelijk aan dat van een Yamaha FZR 750 die ook duur was, maar toch voor 45.000 gulden van eigenaar wisselde. Een Ducati 888 SP leverde voor 45.000 gulden iets meer vermogen en de Kawasaki ZXR 750 R leverde voor 25.000 gulden 121 pk. 

## Technische gegevens
| Periode                | 1991-1992                         |          |          |          |
| Categorie              | sporttoerer                       |          |          |          |
| Motortype              | DOHC                              |          |          |          |
| Bouwwijze              | viercilinder V-motor              |          |          |          |
| Koeling                | vloeistof                         |          |          |          |
| Kleppen per cilinder   | 8                                 |          |          |          |
| Nokkenasaandrijving    | tandwielen                        |          |          |          |
| Zuigeroppervlak        | 101,2 × 50,6 mm                   |          |          |          |
| Slag                   | 42 mm                             | 42 mm    | 42 mm    | 42 mm    |
| Cilinderinhoud         | 747,7 cc                          | 747,7 cc | 747,7 cc | 747,7 cc |
| Compressieverhouding   | 11,7:1                            |          |          |          |
| Carburatie             | PGM-FI-injectie                   |          |          |          |
| Ontsteking             | Digitale transistorontsteking     |          |          |          |
| Max. Vermogen          | 125 pk (92,9 kW) bij 14.000 tpm   |          |          |          |
| Primaire aandrijving   | tandwielen                        |          |          |          |
| Koppeling              | meervoudige natte platenkoppeling |          |          |          |
| Versnellingen          | 6                                 |          |          |          |
| Secundaire aandrijving | ketting                           |          |          |          |
| Rijwielgedeelte        | Aluminium brugframe               |          |          |          |
| Remmen                 | schijfremmen voor en achter       |          |          |          |
| gewicht in kg          | 222,2 droog                       |          |          |          |